# Еліс Гамільтон
Еліс Гамільтон (англ. Alice Hamilton; нар. 27.02.1869, Нью-Йорк, США — пом. 22.09.1970, Коннектикут, США) — науковиця, доктор медицини.

## Біографія
Народилася в Нью-Йорку 27 лютого 1869 другою з чотирьох дочок Монтгомері і Гертруди Гамільтон. Провела дитинство у Форт-Вейні, штат Індіана. Навчалася спочатку вдома, потім — у школі міс Портер у Фармінгтоні, Коннектикут.
Стала першою жінкою, яка отримала посаду на факультеті Гарвардського університету. У 1910 р. Гамільтон стала однією з членкинь Комісії з професійним захворюванням Іллінойсу — першого комітету подібного роду в Штатах. За наступні 10 років взяла участь у вивченні цілого ряду пов'язаних з гігієною праці проблем — як рівня штату, так і рівня всієї країни. Поступово вибрала собі більш вузьку спеціалізацію — вирішила зайнятися вивченням індустріальних токсинів та їх впливу на організми робітників. Створена Гамільтон лабораторія стала першою в країні; результати її досліджень справили справжню революцію в гігієні праці. У 1919 Гамільтон стала помічницею професора на факультеті гігієни праці в Медичній школі Гарварду, до неї жінок-викладачів у цій школі не було. З 1924 до 1930 була єдиною жінкою Комітету з охорони здоров'я Ліги націй. У 1935 залишила Гарвард і стала консультанткою одного з урядових комітетів; але остаточно зв'язку з Гарвардом не розірвала. Померла Еліс Гамільтон 22 вересня 1970-го у віці 101 рік.

## Освіта
Вивчала бактеріологію і патологію в університетах Мюнхена та Лейпцига. Повернувшись у Штати, продовжила навчання на медичному факультеті Університету Джона Хопкінса.

## Трудова діяльність
1893 р. — отримала на медичному факультеті Університету Мічигану ступінь доктора медицини. У 1897 р. переїхала в Чикаго; через деякий час отримала ступінь професора патології у Жіночій медичній школі Північно-Західного Університету. Паралельно брала участь у діяльності створеного Джейн Аддамс проєкту по створенню поселення, живучи разом з найбіднішими учасниками цього проєкту, і почала цікавитися проблемами, з якими доводиться боротися бідним верствам населення.

## Наукові досягнення
Провела цілий ряд найважливіших досліджень в області токсикології, професійних захворювань і шкідливого впливу важких металів і різних хімікатів на організм людини.

## Нагороди
- Премія Мері Вудард-Ласькер за службу громадськості

## Примітка
1. ↑  Find a Grave — 1996.
2. 1 2 3 4 5  Ogilvie M. B. The Biographical Dictionary of Women in Science: Pioneering Lives From Ancient Times to the Mid-20th Century — Routledge, 2003. — Vol. 1. — P. 549. — 798 p. — ISBN 978-1-135-96342-2
3. ↑  https://www.acs.org/content/acs/en/education/whatischemistry/landmarks/alicehamilton.html
4. ↑  https://archive.org/details/notableamericanw00sich/page/303/mode/1up